# Керміт (Західна Вірджинія)
Керміт (англ. Kermit) — місто (англ. town) в США, в окрузі Мінґо штату Західна Вірджинія. Населення — 317 осіб (2020).

## Географія
Керміт розташований за координатами 37°50′33″ пн. ш. 82°24′31″ зх. д. / 37.84250° пн. ш. 82.40861° зх. д. (37.842461, -82.408643).  За даними Бюро перепису населення США в 2010 році місто мало площу 1,02 км², уся площа — суходіл.

## Демографія
Згідно з переписом 2010 року, у місті мешкало 406 осіб у 152 домогосподарствах у складі 110 родин. Густота населення становила 400 осіб/км².  Було 164 помешкання (162/км²).
Расовий склад населення:
| - 98,8 % — білих - 0,2 % — вихідців з тихоокеанських островів - 0,2 % — корінних американців - 0,2 % — чорних або афроамериканців |

До двох чи більше рас належало 0,5 %. Частка іспаномовних становила 1,2 % від усіх жителів.
За віковим діапазоном населення розподілялося таким чином: 26,1 % — особи молодші 18 років, 61,1 % — особи у віці 18—64 років, 12,8 % — особи у віці 65 років та старші. Медіана віку мешканця становила 37,5 року. На 100 осіб жіночої статі у місті припадало 110,4 чоловіків;  на 100 жінок у віці від 18 років та старших — 108,3 чоловіків також старших 18 років.
Середній дохід на одне домашнє господарство  становив 53 447 доларів США (медіана — 48 333), а середній дохід на одну сім'ю — 60 318 доларів (медіана — 54 792). За межею бідності перебувало 20,7 % осіб, у тому числі 63,6 % дітей у віці до 18 років та 4,2 % осіб у віці 65 років та старших.
Цивільне працевлаштоване населення становило 92 особи. Основні галузі зайнятості: транспорт — 26,1 %, сільське господарство, лісництво, риболовля — 26,1 %, освіта, охорона здоров'я та соціальна допомога — 15,2 %, роздрібна торгівля — 7,6 %.